# Campeonato Argentino M18 2010
El Campeonato Argentino de Menores de 18 años de 2010 fue un torneo para los seleccionados M18 de las uniones regionales afiliadas a la Unión Argentina de Rugby. El torneo se llevó a cabo entre el 16 de octubre y el 13 de noviembre de 2010, disputándose en conjunto con el Campeonato Argentino M19 de 2010.
A partir de esta temporada, la segunda y tercera división del campeonato (Zona Ascenso y Zona Estímulo, respectivamente) pasaron de disputarse solamente en la categoría M19 a disputarse en la categoría M18, la cual definió las posiciones definitivas y el intercambio de plazas.  Este intercambio permitió que los equipos que lograran el ascenso en una temporada puedan competir de la Zona Campeonato en la temporada siguiente. 
El campeón defensor, la Unión de Rugby de Tucumán, y la Unión de Rugby de Buenos Aires compartieron el título al empatar 20-20 en la final disputada en las instalaciones del Club Universitario de Buenos Aires en Villa de Mayo. Los tries en la final fueron marcados por Germán Le Fort, Ramón González y Antonio Longo para los Naranjitas, mientras que para las Aguilitas anotaron Facundo Poncetta (2) y Lucas Gener. El conjunto porteño también contó con jugadores como Felipe Ezcurra, Pablo Matera y Santiago García Botta, entre otros.

## Equipos participantes
Participaron de esta edición veintiséis equipos: veinticinco uniones provinciales de Argentina y una selección sudamericana invitada.
| División                  | Equipo              | Unión                                                |
| ------------------------- | ------------------- | ---------------------------------------------------- |
| Zona Campeonato 8 equipos | Buenos Aires        | Unión de Rugby de Buenos Aires                       |
| Zona Campeonato 8 equipos | Córdoba             | Unión Cordobesa de Rugby                             |
| Zona Campeonato 8 equipos | Cuyo                | Unión de Rugby de Cuyo                               |
| Zona Campeonato 8 equipos | Entre Ríos          | Unión Entrerriana de Rugby                           |
| Zona Campeonato 8 equipos | Rosario             | Unión de Rugby de Rosario                            |
| Zona Campeonato 8 equipos | Salta               | Unión de Rugby de Salta                              |
| Zona Campeonato 8 equipos | Santa Fe            | Unión Santafesina de Rugby                           |
| Zona Campeonato 8 equipos | Tucumán             | Unión de Rugby de Tucumán                            |
| Zona Ascenso 8 equipos    | Alto Valle          | Unión de Rugby del Alto Valle de Río Negro y Neuquén |
| Zona Ascenso 8 equipos    | Austral             | Unión de Rugby Austral                               |
| Zona Ascenso 8 equipos    | Chubut              | Unión de Rugby del Valle del Chubut                  |
| Zona Ascenso 8 equipos    | Mar del Plata       | Unión de Rugby de Mar del Plata                      |
| Zona Ascenso 8 equipos    | Nordeste            | Unión de Rugby del Nordeste                          |
| Zona Ascenso 8 equipos    | San Juan            | Unión Sanjuanina de Rugby                            |
| Zona Ascenso 8 equipos    | Santiago del Estero | Unión Santiagueña de Rugby                           |
| Zona Ascenso 8 equipos    | Sur                 | Unión de Rugby del Sur                               |
| Zona Estímulo 10 equipos  | Andina              | Unión Andina de Rugby                                |
| Zona Estímulo 10 equipos  | Formosa             | Unión de Rugby de Formosa                            |
| Zona Estímulo 10 equipos  | Jujuy               | Unión Jujeña de Rugby                                |
| Zona Estímulo 10 equipos  | Lagos del Sur       | Unión de Rugby de los Lagos del Sur                  |
| Zona Estímulo 10 equipos  | Oeste               | Unión de Rugby del Oeste de Buenos Aires             |
| Zona Estímulo 10 equipos  | Misiones            | Unión de Rugby de Misiones                           |
| Zona Estímulo 10 equipos  | Paraguay            | Unión de Rugby del Paraguay                          |
| Zona Estímulo 10 equipos  | Santa Cruz          | Unión Santacruceña de Rugby                          |
| Zona Estímulo 10 equipos  | San Luis            | Unión de Rugby San Luis                              |
| Zona Estímulo 10 equipos  | Tierra del Fuego    | Unión de Rugby de Tierra del Fuego                   |

En cursiva los seleccionados internacionales invitados.

## Zona Campeonato

### Zona 1
| Pos. | Equipos    | Partidos | Partidos | Partidos | Tantos | Tantos | Tantos | Pts. |
| Pos. | Equipos    | G        | E        | P        | PF     | PC     | DP     | Pts. |
| ---- | ---------- | -------- | -------- | -------- | ------ | ------ | ------ | ---- |
| 1.°  | Tucumán    | 3        | 0        | 0        | 120    | 38     | +82    | 12   |
| 2.°  | Córdoba    | 2        | 0        | 1        | 101    | 43     | +58    | 8    |
| 3.°  | Entre Ríos | 1        | 0        | 2        | 48     | 122    | -74    | 4    |
| 4.°  | Santa Fe   | 0        | 0        | 3        | 35     | 101    | -66    | 0    |

|  | Clasifica a fase final          |
|  | Juega desempate por el descenso |

| 16 de octubre | Tucumán | 16 - 15 | Córdoba | Natación y Gimnasia, Tucumán            |                                         |
|               |         | Reporte |         | Árbitro(s): Exequiel Adrover (Santa Fe) | Árbitro(s): Exequiel Adrover (Santa Fe) |

| 16 de octubre | Entre Ríos | 18 - 15 | Santa Fe | CA Estudiantes, Paraná             |                                    |
|               |            | Reporte |          | Árbitro(s): Carlos Poggi (Rosario) | Árbitro(s): Carlos Poggi (Rosario) |

| 23 de octubre | Santa Fe | 13 - 38 | Tucumán | Club La Salle Jobson, Santa Fe             |                                            |
|               |          | Reporte |         | Árbitro(s): Tulio Marchetto (Buenos Aires) | Árbitro(s): Tulio Marchetto (Buenos Aires) |

| 23 de octubre | Entre Ríos | 20 - 41 | Córdoba | CA Estudiantes, Paraná                     |                                            |
|               |            | Reporte |         | Árbitro(s): Esteban Álvarez (Buenos Aires) | Árbitro(s): Esteban Álvarez (Buenos Aires) |

| 30 de octubre | Tucumán | 66 - 10 | Entre Ríos | Natación y Gimnasia, Tucumán               |                                            |
|               |         | Reporte |            | Árbitro(s): Juan Manuel Ferrari (San Juan) | Árbitro(s): Juan Manuel Ferrari (San Juan) |

| 30 de octubre | Córdoba | 45 - 7  | Santa Fe | Córdoba Athletic Club, Córdoba       |                                      |
|               |         | Reporte |          | Árbitro(s): Juan Sylvestre (Rosario) | Árbitro(s): Juan Sylvestre (Rosario) |

### Zona 2
| Pos. | Equipos      | Partidos | Partidos | Partidos | Tantos | Tantos | Tantos | Pts. |
| Pos. | Equipos      | G        | E        | P        | PF     | PC     | DP     | Pts. |
| ---- | ------------ | -------- | -------- | -------- | ------ | ------ | ------ | ---- |
| 1.°  | Buenos Aires | 3        | 0        | 0        | 98     | 13     | +85    | 12   |
| 2.°  | Salta        | 2        | 0        | 1        | 67     | 75     | -8     | 8    |
| 3.°  | Cuyo         | 1        | 0        | 2        | 36     | 92     | -56    | 4    |
| 4.°  | Rosario      | 0        | 0        | 3        | 39     | 60     | -21    | 0    |

|  | Clasifica a fase final          |
|  | Juega desempate por el descenso |

| 16 de octubre | Buenos Aires | 48 - 10 | Cuyo | Universitario LP, La Plata            |                                       |
|               |              | Reporte |      | Árbitro(s): Federico Fioravanti (Sur) | Árbitro(s): Federico Fioravanti (Sur) |

| 16 de octubre | Rosario | 29 - 30 | Salta | Old Resian Club, Rosario                |                                         |
|               |         | Reporte |       | Árbitro(s): Rafael Conti (Buenos Aires) | Árbitro(s): Rafael Conti (Buenos Aires) |

| 23 de octubre | Salta | 0 - 38  | Buenos Aires | Jockey Club, Salta                       |                                          |
|               |       | Reporte |              | Árbitro(s): Santiago Altobelli (Tucumán) | Árbitro(s): Santiago Altobelli (Tucumán) |

| 23 de octubre | Rosario | 7 - 18  | Cuyo | Jockey Club, Rosario                   |                                        |
|               |         | Reporte |      | Árbitro(s): Matías Larrahona (Córdoba) | Árbitro(s): Matías Larrahona (Córdoba) |

| 30 de octubre | Buenos Aires | 12 - 3                | Rosario | CUBA, Villa de Mayo              |                                  |
|               |              | Reporte p.132 Reporte |         | Árbitro(s): Jason Mola (Córdoba) | Árbitro(s): Jason Mola (Córdoba) |

| 30 de octubre | Cuyo | 8 - 37  | Salta | CPBM, Luján de Cuyo                 |                                     |
|               |      | Reporte |       | Árbitro(s): Osvaldo Singh (Tucumán) | Árbitro(s): Osvaldo Singh (Tucumán) |

### Desempate descenso
La Unión Santafesina de Rugby descendió a la Zona Ascenso de la temporada siguiente el caer en el global por cantidad de tries anotados.
| 6 de noviembre | Rosario | 46 - 14 | Santa Fe | Jockey Club, Rosario                     |                                          |
|                |         | Reporte |          | Árbitro(s): Diego Lentini (Buenos Aires) | Árbitro(s): Diego Lentini (Buenos Aires) |

| 13 de noviembre | Santa Fe | 33 - 14 | Rosario | Universitario SF, Santa Fe                    |                                               |
|                 |          | Reporte |         | Árbitro(s): Sebastián Figueroa (Buenos Aires) | Árbitro(s): Sebastián Figueroa (Buenos Aires) |

### Fase final
|  | Semifinales    | Semifinales    | Semifinales    |         |              | Final           | Final           | Final           |  |
|  | 6 de noviembre | 6 de noviembre | 6 de noviembre |         |              | 13 de noviembre | 13 de noviembre | 13 de noviembre |  |
|  |                |                |                |         |              |                 |                 |                 |  |
|  |                |                |                |         |              |                 |                 |                 |  |
|  | Buenos Aires   | Buenos Aires   | 23             |         |              |                 |                 |                 |  |
|  | Buenos Aires   | Buenos Aires   | 23             |         |              |                 |                 |                 |  |
|  | Córdoba        | Córdoba        | 13             |         |              |                 |                 |                 |  |
|  | Córdoba        | Córdoba        | 13             |         | Buenos Aires | Buenos Aires    | 20              |                 |  |
|  |                |                |                |         | Buenos Aires | Buenos Aires    | 20              |                 |  |
|  |                |                | Tucumán        | Tucumán | 20           |                 |                 |                 |  |
|  | Tucumán        | Tucumán        | Tucumán        | Tucumán | 20           | 31              |                 |                 |  |
|  | Tucumán        | Tucumán        |                |         |              | 31              |                 |                 |  |
|  | Salta          | Salta          | 28             |         |              |                 |                 |                 |  |
|  | Salta          | Salta          | 28             |         |              |                 |                 |                 |  |
|  |                |                |                |         |              |                 |                 |                 |  |

Semifinales
| 6 de noviembre | Buenos Aires | 23 - 13 | Córdoba | CUBA, Villa de Mayo                        |                                            |
|                |              | Reporte |         | Árbitro(s): Diego Dlugovitzky (Entre Ríos) | Árbitro(s): Diego Dlugovitzky (Entre Ríos) |

| 6 de noviembre | Tucumán | 31 - 28 | Salta | Natación y Gimnasia, Tucumán         |                                      |
|                |         | Reporte |       | Árbitro(s): Carlos Romero (Nordeste) | Árbitro(s): Carlos Romero (Nordeste) |

Final
| 13 de noviembre | Buenos Aires | 20 - 20 | Tucumán | CUBA, Villa de Mayo                    |                                        |
|                 |              | Reporte |         | Árbitro(s): Emilio Traverso (Santa Fe) | Árbitro(s): Emilio Traverso (Santa Fe) |

| Bandera de la Provincia de Tucumán |
| Tucumán y Buenos Aires Campeones   |

## Zona Ascenso

### Zona 1
Al no haber puntos bonus durante esta temporada, la Unión de Rugby del Sur se quedó con el primer puesto del grupo por diferencia de puntos, lo que decidió la localía en las semifinales.
| Pos. | Equipos    | Partidos | Partidos | Partidos | Tantos | Tantos | Tantos | Pts. |
| Pos. | Equipos    | G        | E        | P        | PF     | PC     | DP     | Pts. |
| ---- | ---------- | -------- | -------- | -------- | ------ | ------ | ------ | ---- |
| 1.°  | Sur        | 2        | 1        | 0        | 120    | 20     | +100   | 10   |
| 2.°  | Alto Valle | 2        | 1        | 0        | 74     | 48     | +26    | 10   |
| 3.°  | Chubut     | 1        | 0        | 2        | 44     | 71     | -27    | 4    |
| 4.°  | Austral    | 0        | 0        | 3        | 24     | 123    | -99    | 0    |

|  | Clasifica a fase final         |
|  | Desciende a Zona Estímulo 2011 |

| 16 de octubre | Sur | 36 - 3  | Chubut | CUBB, Bahía Blanca                   |                                      |
|               |     | Reporte |        | Árbitro(s): Gabriel Panarace (Oeste) | Árbitro(s): Gabriel Panarace (Oeste) |

| 16 de octubre | Alto Valle | 32 - 14 | Austral | Neuquén Rugby Club, Neuquén       |                                   |
|               |            | Reporte |         | Árbitro(s): Osvaldo Cuello (Cuyo) | Árbitro(s): Osvaldo Cuello (Cuyo) |

| 23 de octubre | Austral | 0 - 67  | Sur | Liceo Militar GR, General Roca         |                                        |
|               |         | Reporte |     | Árbitro(s): Luciano Sapag (Alto Valle) | Árbitro(s): Luciano Sapag (Alto Valle) |

| 23 de octubre | Alto Valle | 25 - 17 | Chubut | Marabunta RC, Cipolletti                 |                                          |
|               |            | Reporte |        | Árbitro(s): Sebastián Cárdenas (Austral) | Árbitro(s): Sebastián Cárdenas (Austral) |

| 30 de octubre | Sur | 17 - 17 | Alto Valle |                                       |                                       |
|               |     | Reporte |            | Árbitro(s): Ramiro Cisneros (Austral) | Árbitro(s): Ramiro Cisneros (Austral) |

| 30 de octubre | Chubut | 24 - 10 | Austral |                                         |                                         |
|               |        | Reporte |         | Árbitro(s): Andrés Benítez (Alto Valle) | Árbitro(s): Andrés Benítez (Alto Valle) |

### Zona 2
Al no haber puntos bonus durante esta temporada, los puestos de los equipos empatados en puntos fueron decididos por los resultados en los partidos disputados entre sí.
| Pos. | Equipos         | Partidos | Partidos | Partidos | Tantos | Tantos | Tantos | Pts. |
| Pos. | Equipos         | G        | E        | P        | PF     | PC     | DP     | Pts. |
| ---- | --------------- | -------- | -------- | -------- | ------ | ------ | ------ | ---- |
| 1.°  | Sgo. del Estero | 2        | 0        | 1        | 66     | 43     | +23    | 8    |
| 2.°  | Mar del Plata   | 2        | 0        | 1        | 78     | 46     | +32    | 8    |
| 3.°  | Nordeste        | 1        | 0        | 2        | 39     | 61     | -22    | 4    |
| 4.°  | San Juan        | 1        | 0        | 2        | 39     | 72     | -33    | 4    |

|  | Clasifica a fase final         |
|  | Desciende a Zona Estímulo 2011 |

| 16 de octubre | Mar del Plata | 41 - 7  | San Juan | Club de Remo Azul, Azul                  |                                          |
|               |               | Reporte |          | Árbitro(s): Andrés Sutton (Buenos Aires) | Árbitro(s): Andrés Sutton (Buenos Aires) |

| 16 de octubre | Nordeste | 6 - 29  | Santiago del Estero | Taragüy Rugby Club, Corrientes     |                                    |
|               |          | Reporte |                     | Árbitro(s): Augusto Báez (Formosa) | Árbitro(s): Augusto Báez (Formosa) |

| 23 de octubre | Mar del Plata | 19 - 16 | Nordeste | IPR Sporting Club, Mar del Plata      |                                       |
|               |               | Reporte |          | Árbitro(s): Federico Fioravanti (Sur) | Árbitro(s): Federico Fioravanti (Sur) |

| 23 de octubre | San Juan | 19 - 14 | Santiago del Estero | San Juan Rugby Club, San Juan                |                                              |
|               |          | Reporte |                     | Árbitro(s): Sebastián Colman Louseau (Salta) | Árbitro(s): Sebastián Colman Louseau (Salta) |

| 30 de octubre | Santiago del Estero | 23 - 18 | Mar del Plata | Santiago Lawn Tennis, Santiago del Estero |                                       |
|               |                     | Reporte |               | Árbitro(s): Fermín Peyrano (Nordeste)     | Árbitro(s): Fermín Peyrano (Nordeste) |

| 30 de octubre | Nordeste | 17 - 13 | San Juan | San Patricio Rugby Club, Corrientes    |                                        |
|               |          | Reporte |          | Árbitro(s): Matías Larrahona (Córdoba) | Árbitro(s): Matías Larrahona (Córdoba) |

### Fase final
|  | Semifinales         | Semifinales         | Semifinales         |                     |     | Final           | Final           | Final           |  |
|  | 6 de noviembre      | 6 de noviembre      | 6 de noviembre      |                     |     | 13 de noviembre | 13 de noviembre | 13 de noviembre |  |
|  |                     |                     |                     |                     |     |                 |                 |                 |  |
|  |                     |                     |                     |                     |     |                 |                 |                 |  |
|  | Sur                 | Sur                 | 8                   |                     |     |                 |                 |                 |  |
|  | Sur                 | Sur                 | 8                   |                     |     |                 |                 |                 |  |
|  | Mar del Plata       | Mar del Plata       | 6                   |                     |     |                 |                 |                 |  |
|  | Mar del Plata       | Mar del Plata       | 6                   |                     | Sur | Sur             | 36              |                 |  |
|  |                     |                     |                     |                     | Sur | Sur             | 36              |                 |  |
|  |                     |                     | Santiago del Estero | Santiago del Estero | 0   |                 |                 |                 |  |
|  | Santiago del Estero | Santiago del Estero | Santiago del Estero | Santiago del Estero | 0   | 51              |                 |                 |  |
|  | Santiago del Estero | Santiago del Estero |                     |                     |     | 51              |                 |                 |  |
|  | Alto Valle          | Alto Valle          | 12                  |                     |     |                 |                 |                 |  |
|  | Alto Valle          | Alto Valle          | 12                  |                     |     |                 |                 |                 |  |
|  |                     |                     |                     |                     |     |                 |                 |                 |  |

Semifinales
| 6 de noviembre | Sur | 8 - 6   | Mar del Plata | Club El Nacional, Bahía Blanca             |                                            |
|                |     | Reporte |               | Árbitro(s): Hernán Iglesias (Buenos Aires) | Árbitro(s): Hernán Iglesias (Buenos Aires) |

| 6 de noviembre | Santiago del Estero | 51 - 12 | Alto Valle | Santiago Lawn Tennis, Santiago del Estero |                                          |
|                |                     | Reporte |            | Árbitro(s): Fernando Martorell (Tucumán)  | Árbitro(s): Fernando Martorell (Tucumán) |

Final
La Unión de Rugby del Sur ganó el sorteo por la localía de la final, eligiendo como sede al Club Sociedad Sportiva de Bahía Blanca.
| 13 de noviembre | Sur | 36 - 0  | Santiago del Estero | Sociedad Sportiva, Bahía Blanca       |                                       |
|                 |     | Reporte |                     | Árbitro(s): Víctor Riera (Alto Valle) | Árbitro(s): Víctor Riera (Alto Valle) |

|                          |
| Sur Campeón Zona Ascenso |

## Zona Estímulo

### Zona Norte
Norte 1
Al no haber puntos bonus durante esta temporada, la Unión de Rugby de Formosa ganó el grupo por diferencia de puntos sobre la Unión de Rugby de Misiones.
| Pos. | Equipos  | Partidos | Partidos | Partidos | Tantos | Tantos | Tantos | Pts. |
| Pos. | Equipos  | G        | E        | P        | PF     | PC     | DP     | Pts. |
| ---- | -------- | -------- | -------- | -------- | ------ | ------ | ------ | ---- |
| 1.°  | Formosa  | 2        | 1        | 0        | 36     | 14     | +22    | 10   |
| 2.°  | Misiones | 2        | 1        | 0        | 43     | 32     | +11    | 10   |
| 3.°  | Paraguay | 1        | 0        | 2        | 48     | 56     | -8     | 4    |
| 4.°  | Jujuy    | 0        | 0        | 3        | 16     | 41     | -25    | 0    |

|  | Clasifica a final Zona Norte |

| 16 de octubre | Jujuy | 0 - 3   | Misiones | Suri Rugby Club, Jujuy                          |                                                 |
|               |       | Reporte |          | Árbitro(s): José Falcione (Santiago del Estero) | Árbitro(s): José Falcione (Santiago del Estero) |

| 16 de octubre | Formosa | 14 - 0  | Paraguay | Aguará RHC, Formosa                       |                                           |
|               |         | Reporte |          | Árbitro(s): Mauricio Escalante (Misiones) | Árbitro(s): Mauricio Escalante (Misiones) |

| 23 de octubre | Paraguay | 24 - 10 | Jujuy | CURDA, Asunción                    |                                    |
|               |          | Reporte |       | Árbitro(s): Juan Márquez (Noreste) | Árbitro(s): Juan Márquez (Noreste) |

| 23 de octubre | Formosa | 8 - 8   | Misiones | Aguará RHC, Formosa                  |                                      |
|               |         | Reporte |          | Árbitro(s): Fermín Peyrano (Noreste) | Árbitro(s): Fermín Peyrano (Noreste) |

| 30 de octubre | Jujuy | 6 - 14  | Formosa |                                        |                                        |
|               |       | Reporte |         | Árbitro(s): Álvaro Del Barco (Tucumán) | Árbitro(s): Álvaro Del Barco (Tucumán) |

| 30 de octubre | Misiones | 32 - 24 | Paraguay |                                        |                                        |
|               |          | Reporte |          | Árbitro(s): Mariano Checura (Nordeste) | Árbitro(s): Mariano Checura (Nordeste) |

Norte 2
| Pos. | Equipos  | Partidos | Partidos | Partidos | Tantos | Tantos | Tantos | Pts. |
| Pos. | Equipos  | G        | E        | P        | PF     | PC     | DP     | Pts. |
| ---- | -------- | -------- | -------- | -------- | ------ | ------ | ------ | ---- |
| 1.°  | Oeste    | 2        | 0        | 0        | 34     | 15     | +19    | 8    |
| 2.°  | San Luis | 1        | 0        | 1        | 17     | 27     | -10    | 4    |
| 3.°  | Andina   | 0        | 0        | 2        | 20     | 29     | -9     | 0    |

|  | Clasifica a final Zona Norte |

| 16 de octubre | Oeste | 17 - 5  | San Luis |                                |                                |
|               |       | Reporte |          | Árbitro(s): Diego Samuel (Sur) | Árbitro(s): Diego Samuel (Sur) |

| 23 de octubre | Andina | 10 - 17 | Oeste | Chacras del Valle Nuevo, Catamarca  |                                     |
|               |        | Reporte |       | Árbitro(s): Javier Omodeo (Tucumán) | Árbitro(s): Javier Omodeo (Tucumán) |

| 30 de octubre | San Luis | 12 - 10 | Andina |                                      |                                      |
|               |          | Reporte |        | Árbitro(s): Eduardo Padrón (Tucumán) | Árbitro(s): Eduardo Padrón (Tucumán) |

Final Zona Norte
| 6 de noviembre | Formosa | 5 - 25  | Oeste | Aguará RHC, Formosa                                    |                                                        |
|                |         | Reporte |       | Árbitro(s): Juan Pablo Fernández (Santiago del Estero) | Árbitro(s): Juan Pablo Fernández (Santiago del Estero) |

### Zona Sur
La Zona Estímulo Sur se disputó bajo la organización de la Unión de Rugby de los Lagos del Sur, eligiendo como sedes a Lago Escondido y Los Pehuenes.
| Pos. | Equipos          | Partidos | Partidos | Partidos | Tantos | Tantos | Tantos | Pts. |
| Pos. | Equipos          | G        | E        | P        | PF     | PC     | DP     | Pts. |
| ---- | ---------------- | -------- | -------- | -------- | ------ | ------ | ------ | ---- |
| 1.°  | Lagos del Sur    | 2        | 0        | 0        | 58     | 22     | +36    | 8    |
| 2.°  | Tierra del Fuego | 1        | 0        | 1        | 25     | 25     | +0     | 4    |
| 3.°  | Santa Cruz       | 0        | 0        | 2        | 27     | 63     | -36    | 0    |

|  | Asciende a Zona Ascenso 2011 |

| 20 de octubre | Lagos del Sur | 15 - 5  | Tierra del Fuego | Lago Escondido, El Bolsón                 |                                           |
|               |               | Reporte |                  | Árbitro(s): Federico Rodríguez (San Luis) | Árbitro(s): Federico Rodríguez (San Luis) |

| 22 de octubre | Santa Cruz | 10 - 20 | Tierra del Fuego | Lago Escondido, El Bolsón            |                                      |
|               |            | Reporte |                  | Árbitro(s): Ezequiel Orcajada (Cuyo) | Árbitro(s): Ezequiel Orcajada (Cuyo) |

| 24 de octubre | Lagos del Sur | 43 - 17 | Santa Cruz | Club Los Pehuenes, Bariloche         |                                      |
|               |               | Reporte |            | Árbitro(s): Ezequiel Orcajada (Cuyo) | Árbitro(s): Ezequiel Orcajada (Cuyo) |